# Meerbusch Challenger 2023
Il Meerbusch Challenger 2023, noto anche come M.A.R.A. Open, è stato un torneo maschile di tennis professionistico giocato sulla terra rossa. È stata la 10ª edizione del torneo, facente parte della categoria Challenger 75 nell'ambito dell'ATP Challenger Tour 2023. Si è giocato al TeReMeer Sport- & Tennis Resort Meerbusch di Meerbusch, in Germania, dal 7 al 13 agosto 2023.

## Partecipanti

### Teste di serie
| Nazionalità | Giocatore            | Ranking* | Testa di serie |
| ----------- | -------------------- | -------- | -------------- |
| Austria     | Jurij Rodionov       | 107      | 1              |
| Regno Unito | Jan Choinski         | 148      | 2              |
| India       | Sumit Nagal          | 179      | 3              |
| Francia     | Titouan Droguet      | 180      | 4              |
| Argentina   | Camilo Ugo Carabelli | 182      | 5              |
| Bulgaria    | Dimitar Kuzmanov     | 201      | 6              |
| Ucraina     | Oleksii Krutykh      | 207      | 7              |
| Belgio      | Gauthier Onclin      | 208      | 8              |

* Ranking al 31 luglio 2023.

### Altri partecipanti
I seguenti giocatori hanno ricevuto una wild card per il tabellone principale:
- Nicola Kuhn
- Marvin Möller
- Max Hans Rehberg

Il seguente giocatore è entrato in tabellone come special exempt:
- Gerard Campana Lee

Il seguente giocatore è entrato in tabellone come alternate:
- Louis Wessels

I seguenti giocatori sono passati dalle qualificazioni:
- Tibo Colson
- Guy den Ouden
- Felix Gill
- Ergi Kırkın
- Martin Krumich
- Orlando Luz

Il seguente giocatore è entrato in tabellone come lucky loser:
- Miguel Damas

## Punti e montepremi
| Torneo    | Torneo              | V     | F     | SF    | QF    | 2T    | 1T  | Q | Q2  | Q1  |
| Singolare | Punti               | 75    | 50    | 30    | 16    | 7     | 0   | 4 | 2   | 0   |
| Singolare | Premi in denaro (€) | 9,880 | 5,820 | 3,450 | 2,000 | 1,165 | 720 | – | 360 | 185 |
| Doppio    | Punti               | 75    | 50    | 30    | 16    | –     | 0   | – | –   | –   |
| Doppio    | Premi in denaro (€) | 4,250 | 2,450 | 1,480 | 880   | –     | 500 | – | –   | –   |

## Campioni

### Singolare
Jan Choinski ha sconfitto in finale  Camilo Ugo Carabelli con il punteggio di 6–4, 6–0.

### Doppio
Manuel Guinard /  Grégoire Jacq hanno sconfitto in finale  Fernando Romboli /  Marcelo Zormann con il punteggio di 7–5, 7–6(3).